# Peter Ndlovu
Peter Ndlovu (Bulawayo, 25 febbraio 1973) è un ex calciatore zimbabwese, di ruolo attaccante.

## Biografia
Ha un fratello, anch'esso calciatore, Adam Ndlovu deceduto il 16 dicembre 2012 in un incidente stradale in cui è rimasto coinvolto.

## Carriera

### Club
Ndlovu ha iniziato la carriera nel suo paese natale, lo Zimbabwe, agli Highlanders. È passato, a luglio 1991, al Coventry City. Ha segnato la prima tripletta in trasferta della storia della squadra, realizzata ad Anfield, contro il Liverpool. Ha anche segnato il secondo gol della Premier League, fondata nel 1992.
A luglio 1997, è passato dal Coventry al Birmingham City, in cambio di un milione e settecentomila sterline. Ha realizzato, con la maglia del Coventry, 39 reti in 141 gare. Dopo una parentesi in prestito all'Huddersfield Town, ha firmato per lo Sheffield United.
Con la maglia dello Sheffield ha raggiunto i play-off nel 2003.
Ha segnato il gol della vittoria contro il Leeds Utd, durante la Football League Cup del 2002 e ha segnato una tripletta contro il Cardiff City nel 2004. Con la divisa dei Blades, ha segnato 25 reti in 114 partite. In totale, Ndlovu ha siglato più di 90 gol nelle due divisioni maggiori del calcio inglese.
Nel 2004, si è trasferito ai sudafricani del Mamelodi Sundowns. Nel 2008, è stato ingaggiato dal Thanda Royal Zulu.

### Nazionale
Ndlovu è stato un veterano della Nazionale dello Zimbabwe, finché non ha dato l'addio nel 2006. Conta 100 presenze e 38 reti, con la maglia della sua rappresentativa, il che fa sì che lui sia il calciatore più rappresentativo ed il miglior realizzatore della sua Nazionale.